# Gais 1990
Fotbollsklubben Gais spelade säsongen 1990 i Allsvenskan, där man slutade sjua. Man klarade sig därmed kvar i serien men missade det SM-slutspel som vid denna tid hölls efter seriens slut. Detta var första året då systemet med tre poäng för vinst tillämpades i svensk fotboll.
I Svenska cupen åkte Gais ut i åttondelsfinal mot Gefle IF. Gais spelade dessutom under sommaren Intertotocupen, där man vann sin grupp, och under hösten gick man in i Uefacupen, där man emellertid åkte ut mot Torpedo Moskva i första omgången. Magnus Gustafsson blev för andra året i rad Gais interna skyttekung med sina sju mål, medan mittfältsgiganten Lenna Kreivi tilldelades Hedersmakrillen som lagets bästa spelare.
Även Gais damlag spelade säsongen 1990 i Allsvenskan, där man slutade tia.

## Inför säsongen
Gais kom från en succésäsong där man slutat trea i allsvenskan och spelat semifinal mot Malmö FF, men under vinteruppehållet slutade de viktiga lagspelarna Mikael Marko, Tony Persson, Mikael Johansson och Lallo Fernandez. Eftersom Gais de senaste säsongerna hade haft god utväxling på att värva etablerade spelare, och dessutom skulle spela Uefacupen under säsongen, valde klubben att budgetera med ett underskott på en miljon kronor för att ha råd att återigen förstärka truppen ordentligt. Gais var bland annat i långt gångna förhandlingar med att värva den unge Tomas Brolin från Gif Sundsvall, men i sista stund sprack affären då IFK Norrköping bjöd över. Gais försökte också värva Falkenbergs FF:s skyttekung Henrik Bertilsson, men parterna kom inte överens och Bertilsson stannade i Falkenberg. I en annan kontroversiell affär skrev Gais kontrakt med engelske Simon Hunt trots att han hade ett år kvar på sitt sitt kontrakt med IK Brage. Hunt riskerade att bli ettårsfall, men Gais och Brage kom till slut överens om en övergångssumma. När Gais värvade Frölundas Martin Carlsson slutade det dock med att han blev ett ettårsfall, men eftersom Carlsson var korsbandsskadad hade varken Gais eller Carlsson någon större brådska att få honom spelklar under säsongen. Affären ledde dock till att ett redan infekterat förhållande mellan Gais och Frölunda förvärrades ytterligare; Gais hade redan tidigare aggressivt värvat spelare från Frölunda, såsom Joakim Nåfors och Michael Bäckegren.
Bland Gais övriga nyförvärv märks Pär Eriksson från Gefle IF och Morgan Nilsson från Gnosjö IF.
Ett flertal nymodigheter hade införts i serien. Till att börja med gavs nu tre poäng för seger i stället för de sedvanliga två, och man förberedde också en serieomläggning där serien skulle krympas till tio lag. Därför skulle de tre sämsta lagen i Allsvenskan detta år relegeras.

## Seriespel

### Vårsäsongen
Gais inledde Allsvenskan på hemmaplan mot nyuppflyttade Östers IF, och vann komfortabelt med 3–0 efter ett hattrick av Magnus Gustafsson. Laget fortsatte med 1–1 borta mot IK Brage, där nye Simon Hunt först gjorde mål på sin förra klubb och sedan bjöd igen genom ett misstag i slutminuten som orsakade kvitteringen. Dessförinnan hann Samir Bakaou missa en straff för Gais. Efter 2–0 hemma mot IFK Norrköping, med två nya mål av Magnus Gustafsson, toppade Gais den allsvenska tabellen, och det började talas om landslagsspel för både Gustafsson och backresen Jens Wålemark. Gais fortsatte dock att bränna straffar – i en 0–0-match borta mot Malmö FF slog Simon Hunt en både hård och välplacerad straff som Malmös Jonnie Fedel ändå räddade, och hemma mot Örebro SK slog Magnus Gustafsson en straff i stolpen och Gais förlorade sin första match för säsongen, 0–1. Det blev början på en lång segerlös svit, med derbyförluster mot Öis (0–2 borta) och IFK (0–1 hemma) innan Gais äntligen, efter fyra raka matcher utan mål, genom Mikael Göransson lyckades hitta målet igen borta mot Djurgårdens IF. Det var Göranssons första mål för Gais, men det hjälpte inte stort eftersom Djurgården ändå vann matchen med 2–1.

### Sommaruppehåll och Tipscupen
Gais hade nu fyra raka förluster, och Allsvenskans sommaruppehåll för VM kom mycket lägligt. Flera spelare med skador och skavanker kunde i och med uppehållet kurera sig, och Gais värvade den polske liberon Piotr Piekarczyk, sedan den nye ordföranden, Volvomannen Rune Svensson, betalat övergången på 100 000 kronor ur egen ficka. Med Piekarczyk i truppen bytte man också spelsystem till 3–5–2, och man utprövade detta system i Intertotocupen (också kallad Tipscupen), där man ställdes mot Hansa Rostock, Brøndby IF och Karlsruher SC. Formationsbytet blev en lyckträff, där Gais hittade ett eget spel som också var roligare att titta på, med yttermittfältare som anföll på kanterna och offensiva snabba attacker. Gais inledde med hela 6–0 borta mot Hansa innan Piekarczyk kunde debutera i nästa match, en 1–1-match borta mot Brøndby, och Gais hemmaslog sedan både Brøndby och Hansa och tog en poäng mot Karlsruhe. Man vann därmed gruppen och tog hem 150 000 kronor i prispengar.

### Höstsäsongen

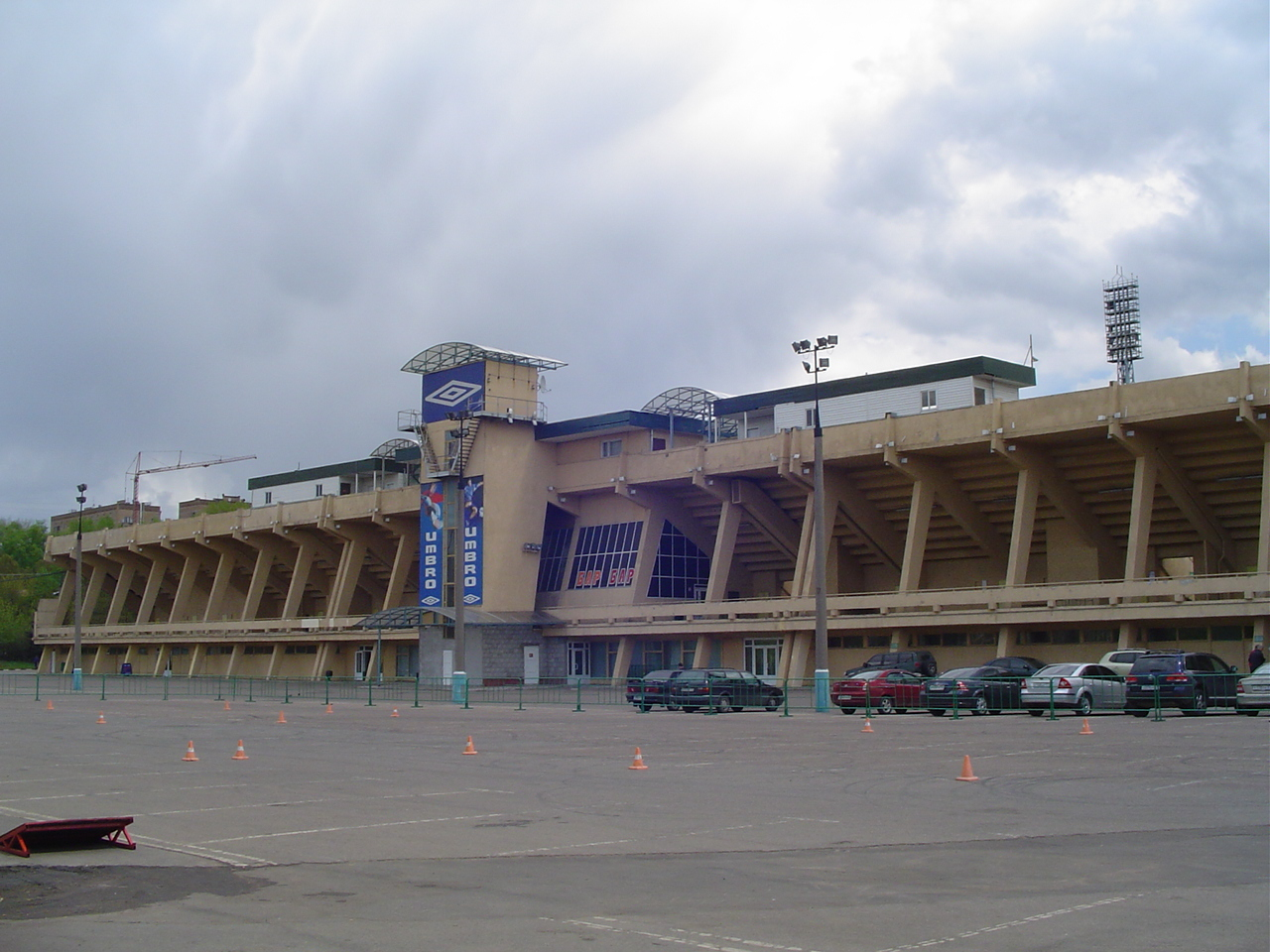
Gais mötte Torpedo på Eduard Streltsov-stadion i Moskva, som här syns på en bild från 2007.

Med ett nytt spelsystem och ett nyfunnet självförtroende inledde Gais höstsäsongen med att ta med sig fyra poäng hem från Stockholm när man på mindre än en vecka spelade 2–2 mot AIK och slog Hammarby IF med 2–0. Janne Lundqvist blommade ut i sin nya roll som yttermittfältare och gjorde mål i båda matcherna. I AIK-matchen lyckades Gais dessutom äntligen sätta en straff, genom Morgan Nilsson. Nästa match, mot Halmstads BK hemma på Ullevi, slutade dock 0–0 trots en kanonad från Gais, med tre ribbträffar och 17 hörnor – och en straffmiss av samme Morgan Nilsson! Serien vände därefter med Gais på en sjundeplats, bara två poäng ifrån nedflyttningsstrecket. Gais tog sedan nio poäng på åtta matcher, men vann endast två matcher och gjorde endast tre mål, och låg bara en poäng ifrån nedflyttningsplatsen när det var dags för Uefacupspel mot Torpedo Moskva.
I Moskva ställde Gais upp med en 3–6–1-formation med Gustafsson ensam på topp, men de drillade ryssarna körde i ösregnet på Eduard Streltsov-stadion över Gais och vann bekvämt med 4–1 efter att Mikael Göransson gjort Gais tröstmål. I returen hade Gais behövt vinna med 3–0 för att gå vidare, men Gais lyckades trots bra spel bara nå 1–1 efter mål av Ulf Köhl. Piotr Piekarczyk fortsatte dessutom Gais trista tradition genom att missa en straff.
Efter Uefacupsortin skulle Gais ladda om för de återstående tre matcherna i Allsvenskan. Hemma mot bottenkonkurrenten Hammarby vann Gais med 1–0 efter ett mål där en frispark från Pär Eriksson styrdes i mål via Magnus Gustafsson, och sedan följde ytterligare ett bottenmöte hemma mot Brage, där Gais vann med 2–0 efter ett volleyskott av finländske Erik Holmgren och ett mål av årsdebutanten Anders Björk.
Gais slutade till sist serien på en sjundeplats. Somliga såg detta som en ordentlig missräkning efter den fina fjolårssäsongen, och både supportrar och ledare pekade delvis på otur: utöver alla missade straffar hade Gais haft en mängd ribb- och stolpträffar under säsongen. Gais hade vidare släppt in näst minst mål i serien, men hade också gjort minst mål framåt. Detta berodde delvis på skador på Gustafsson, Nåfors och Köhl, men det stora problemet var att anfallarna inte matades med de bollar de behövde eftersom även den store spelfördelaren Samir Bakaou hade varit skadad under stora delar av säsongen.

### Tabell
| Nr | Lag                 | S  | V  | O  | F  | GM | IM | MS  | P  |
| -- | ------------------- | -- | -- | -- | -- | -- | -- | --- | -- |
| 1  | IFK Göteborg        | 22 | 14 | 3  | 5  | 39 | 22 | +17 | 45 |
| 2  | IFK Norrköping (RM) | 22 | 12 | 4  | 6  | 41 | 23 | +18 | 40 |
| 3  | Örebro SK           | 22 | 10 | 6  | 6  | 23 | 17 | +6  | 36 |
| 4  | Östers IF (U)       | 22 | 10 | 6  | 6  | 28 | 27 | +1  | 36 |
| 5  | Djurgårdens IF      | 22 | 9  | 6  | 7  | 37 | 23 | +14 | 33 |
| 6  | Malmö FF            | 22 | 6  | 10 | 6  | 20 | 15 | +5  | 28 |
| 7  | Gais                | 22 | 7  | 7  | 8  | 17 | 17 | 0   | 28 |
| 8  | AIK                 | 22 | 8  | 3  | 11 | 25 | 39 | −14 | 27 |
| 9  | Halmstads BK        | 22 | 7  | 5  | 10 | 27 | 34 | −7  | 26 |
| 10 | IK Brage            | 22 | 5  | 9  | 8  | 23 | 26 | −3  | 24 |
| 11 | Örgryte IS          | 22 | 6  | 3  | 13 | 22 | 40 | −18 | 21 |
| 12 | Hammarby IF (U)     | 22 | 5  | 4  | 13 | 32 | 51 | −19 | 19 |

### Seriematcher
| Lag            | Hemma | Borta |
| -------------- | ----- | ----- |
| IFK Göteborg   | 0–1   | 0–0   |
| IFK Norrköping | 2–0   | 0–3   |
| Örebro SK      | 0–1   | 0–1   |
| Östers IF      | 3–0   | 0–1   |
| Djurgårdens IF | 0–0   | 1–2   |
| Malmö FF       | 0–0   | 0–0   |
| AIK            | 1–0   | 2–2   |
| Halmstads BK   | 0–0   | 0–3   |
| IK Brage       | 2–0   | 1–1   |
| Örgryte IS     | 2–0   | 0–2   |
| Hammarby IF    | 1–0   | 2–0   |

## Svenska cupen
Gais gick in i cupen i sjätte omgången, och slog där Markaryds IF borta med 4–0, bland annat efter ett hattrick av Magnus Gustafsson. I åttondelsfinalen, den sista tävlingsmatchen för säsongen, åkte man ut mot Gefle IF efter straffar, sedan Gais i straffrundan hade fortsatt sin märkliga strafförbannelse genom att missa samtliga tre straffar.

## Spelartrupp
| #  | Pos. | Namn              | Född (ålder)             | Matcher* | Mål* |
| -- | ---- | ----------------- | ------------------------ | -------- | ---- |
| 1  | MV   | Sören Järelöv     | 10 januari 1965 (25 år)  | 22       | 0    |
| –  | MV   | Tony Frisk        | 20 april 1963 (26 år)    | 0        | 0    |
| 3  | F    | Pär Eriksson      | 27 juli 1964 (25 år)     | 18       | 1    |
| 4  | F    | Erik Holmgren     | 17 december 1964 (25 år) | 21       | 1    |
| 5  | MF   | Martin Carlsson   | 27 december 1965 (24 år) | 0        | 0    |
| 6  | MF   | Lenna Kreivi      | 7 november 1966 (23 år)  | 22       | 0    |
| 7  | MF   | Simon Hunt        | 17 november 1962 (27 år) | 22       | 1    |
| 9  | A    | Joakim Nåfors     | 22 december 1964 (25 år) | 18       | 0    |
| 10 | MF   | Samir Bakaou      | 17 oktober 1954 (35 år)  | 15       | 0    |
| 11 | MF   | Patrick Heed      | 9 mars 1966 (24 år)      | 0        | 0    |
| 14 | F    | Jan Lundqvist     | 14 augusti 1966 (23 år)  | 21       | 2    |
| 16 | A    | Magnus Gustafsson | 24 januari 1967 (23 år)  | 18       | 7    |
| 17 | A    | Ulf Köhl          | 12 juli 1960 (29 år)     | 8        | 0    |
| 18 | F    | Jens Wålemark     | 31 juli 1966 (23 år)     | 19       | 0    |
| 19 | F    | Joakim Granath    | 21 mars 1965 (25 år)     | 0        | 0    |
| 20 | MF   | Mikael Göransson  | 15 maj 1966 (23 år)      | 22       | 2    |
| 21 | A    | Mario Jadonic     | 20 maj 1970 (19 år)      | 1        | 0    |
| 24 | F    | Anders Björk      | 15 februari 1968 (22 år) | 10       | 1    |
| 25 | MF   | Morgan Nilsson    | 3 april 1971 (18 år)     | 22       | 2    |

 * gäller endast ordinarie seriespel

## Damlaget
Gais damlag spelade säsongen 1990 i Allsvenskan, där man slutade tia. Den norska målvakten Reidun Seth tilldelades Hedersmakrillen som lagets bästa spelare.